# Dendropsophus novaisi
Espèce
Synonymes
- Hyla novaisi Bokermann, 1968

Statut de conservation UICN

 DD  : Données insuffisantes
Dendropsophus novaisi est une espèce d'amphibiens de la famille des Hylidae.

## Répartition
Cette espèce est endémique du Brésil. Elle se rencontre dans le centre et le Nord de l'État de Bahia et dans le nord de l'État du Minas Gerais.

## Description
Les mâles mesurent de 31 à 36 mm et les femelles de 30 à 36 mm.

## Étymologie
Cette espèce est nommée en l'honneur d'Alfredo Novais, propriétaire de la "Fazenda Santo Onofre"

## Publication originale
- Bokermann, 1968 : Three New Hyla from the Plateau of Maracás, Central Bahia, Brazil. Journal of Herpetology, vol. 1, no 1/4, p. 25-31.